# Филотас (Грчка)
Филотас (грч. Φιλώτας) је насеље у Грчкој у општини Суровичево, периферија Западна Македонија. Према попису из 2021. било је 1.429 становника.
На попису из 1991. године Филотас је имао 1.939 становника, потомака грчких избеглица из Турске. Село се раније звало Чалџилар.

## Становништво
| Година       | 1951  | 1961  | 1971  | 1981  | 1991  | 2001  | 2011  |
| ------------ | ----- | ----- | ----- | ----- | ----- | ----- | ----- |
| Становништво | 2.177 | 2.154 | 1.655 | 1.618 | 1.939 | 1.821 | 1.772 |